# Pandebono
Pandebono è un tipo di pane colombiano preparato con farina di mais, farina di tapioca, formaggio e uova. Solitamente viene mangiato caldo di forno accompagnato da una cioccolata calda. È notoriamente conosciuto come bagel colombiano.

## Etimologia
Si racconta che un panettiere italiano, che viveva nella città di Cali, in Colombia, cucinava questo pane e ogni pomeriggio andava per le strade della città gridando in italiano “pane del buono”. In questo modo il nome divenne famoso.
In un'altra versione, documentata da Edouard André nel suo articolo “América Equinoccial” pubblicato all'interno di “América Pintoresca”, sostiene che il nome provenga dal luogo chiamato “Hacienda El Bono”, situato tra Dagua e Cali, dove veniva prodotto. Perciò gli abitanti del luogo erano soliti comprarlo definendolo “Pan del Bono” col significato di “pane da El Bono” e con il continuo uso di quest'espressione fu coniata l'abbreviazione “Pandebono”.
Un'ulteriore versione afferma che il nome provenga dal voucher (in spagnolo “bono”) che i lavoratori delle canne da zucchero ricevevano con il loro compenso, il quale veniva speso per comprare il pane. Secondo questa versione quindi il nome significherebbe “pane del voucher”.